# David Criswell
David R. Criswell, Ph.D est directeur de l'Institut des opérations des systèmes spatiaux (Institute for Space Systems Operations, ISSO) de l'Université de Houston. ISSO est l'agent opérationnel du Houston Partnership for Space Exploration.
Criswell a obtenu un Bachelor of Science en 1963 (avec mention) et une maîtrise en sciences en physique en 1964 de l'Université de North Texas à Denton (Texas). En 1968, il a obtenu un doctorat en physique spatiale et en astronomie de l'Université Rice à Houston, au Texas.
Il est un membre actif du Comité Power from Space de la Fédération internationale d'astronautique (IAF) et participe aux sommets de l'IAF et des Nations unies sur l'approvisionnement en énergie de la Terre. Il siège également au conseil d’administration de la National Space Society, un organisme sans but lucratif de défense de l'espace, basée à Washington.

## Vues sur l'exploitation des ressources lunaires

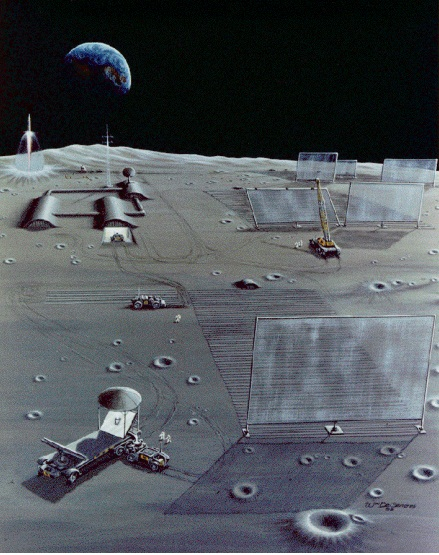
Centrale solaire sur la lune avec antennes micro-ondes

Depuis plus de trente ans, Criswell est un ardent défenseur de l'énergie solaire produite sur la Lune. Il propose la construction à grande échelle de capteurs solaires sur la surface lunaire, en utilisant des matériaux lunaires locaux. L'énergie solaire serait convertie en micro-ondes et transmise à la Terre.
Criswell prévoit que cette source d'énergie stimulerait une croissance économique sans précédent dans le monde (le produit mondial brut serait multiplié par 10), tout en ayant un impact positif sur l'environnement (les centrales à combustibles fossiles seraient mises hors service). Il souligne que l'énergie solaire lunaire ne générerait pas de déchets nucléaires et ne constitue pas une ressource finie (en ce sens que les combustibles fossiles sont une ressource finie).
Il estime qu'une démo de 1 GigaWatt du système de production d'énergie solaire lunaire pourrait être construite sur une période de 10 ans pour environ 50 milliards de dollars. Si cette estimation est exacte, il s'agirait d'un investissement relativement modeste.
En bref, Criswell pense que l’énergie solaire lunaire est la seule option viable pour générer l'énorme quantité d'électricité nécessaire pour relever le niveau de vie des pays du tiers-monde par rapport à celui des pays développés.
Il a déjà déclaré à l'Université de Houston : « Nous sommes déjà bien au-delà de ce que la biosphère peut fournir. Nous devons sortir pour obtenir autre chose ».